# 桑庫魯葦蛙
桑庫魯葦蛙（學名：Hyperolius sankuruensis），又稱奧馬尼溫杜葦蛙，是一種剛果民主共和國獨有的青蛙，屬非洲树蛙科非洲树蛙属。
於1979年描述後人們以為它已絕種，但在2010年再次被發現。